# Pierrette Madd
Pierrette Madd, nom de scène de Paulette Poggionovo, est une actrice française de la période du cinéma muet née à Charenton-le-Pont le 9 août 1893 et morte à Cannes le 22 août 1967.

## Biographie
Comédienne et chanteuse d'opérette, Pierrette Madd - sœur cadette de Jane Pierly - a effectué une brève carrière au cinéma au cours des années 1920, exclusivement sous la direction de Henri Diamant-Berger. Elle se fait remarquer surtout dans son rôle de Madame Bonacieux dans Les Trois Mousquetaires.
Elle fit de la publicité pour le savon Cadum.

## Filmographie
- 1917 : Polin restera garçon, de Maurice Poggi
- 1921 : Boubouroche, d'Henri Diamant-Berger d'après la pièce de Courteline
- 1921 : Les Trois Mousquetaires d'Henri Diamant-Berger : Constance Bonacieux
- 1922 : Vingt Ans après d'Henri Diamant-Berger : Bragelonne
- 1923 : Gonzague d'Henri Diamant-Berger
- 1923 : Milady d'Henri Diamant-Berger
- 1923 : L'Accordeur, d'Henri Diamant-Berger
- 1924 : Le Roi de la vitesse d'Henri Diamant-Berger : Monny Dodge
- 1924 : L'Emprise d'Henri Diamant-Berger : Jacqueline Dubreuil

## Théâtre
- 1917 : Un soir quand on est seul de Sacha Guitry

### Opérettes
- 1918 : Phi-Phi d'Albert Willemetz et Henri Christiné : Madame Phidias
- 1925 : Pas sur la bouche d'André Barde et Maurice Yvain : Huguette Verberie
- 1933 : Le Garçon de chez Prunier d'André Barde et Michel Carré : Clo Morfontaine